# Nigel Mansell
Nigel Ernest James Mansell, CBE (n. 8 august 1953, Upton upon Severn, Anglia, Regatul Unit) este un fost pilot de curse britanic care a câștigat atât Campionatul Mondial de Formula 1 (1992), cât și CART Indy Car World Series (1993). Mansell a fost campionul en-titre de F1 când s-a mutat la CART, devenind prima persoană care a câștigat titlul CART în sezonul său de debut și făcându-l singura persoană care a deținut atât Campionatul Mondial al Piloților, cât și Campionatul Național American open-wheel simultan.
Cariera sa în Formula 1 a durat 15 sezoane, ultimele două sezoane complete de curse la nivel de top fiind petrecute în seria CART. Mansell este al doilea cel mai de succes pilot britanic de Formula 1 din toate timpurile în ceea ce privește victoriile în curse, cu 31 de victorii, (în spatele Lewis Hamilton cu 103 victorii) și este al optulea în general pe lista câștigătorilor de curse în Formula 1, în spatele lui Hamilton, Michael Schumacher, Sebastian Vettel, Alain Prost, Ayrton Senna, Max Verstappen și Fernando Alonso. El a deținut recordul pentru cele mai multe pole position-uri stabilite într-un singur sezon, care a fost doborât în 2011 de Sebastian Vettel. El a fost evaluat în primii 10 piloți de Formula 1 din toate timpurile de către comentatorul consacrat de Formula 1, Murray Walker. În 2008, ESPN.com l-a clasat pe locul 24 pe lista „Top 25 piloți din toate timpurile”. De asemenea, a fost clasat pe locul 9 dintre cei mai mari 50 de piloți de F1 din toate timpurile de către Times Online pe o listă care includea și piloți precum Prost, Senna, Jackie Stewart și Jim Clark.

## Cariera în Formula 1
| Sezon | Echipă                    | Număr puncte | Loc clasament general |
| ----- | ------------------------- | ------------ | --------------------- |
| 1980  | Team Essex Lotus          | 0            | -                     |
| 1981  | Team Essex Lotus          | 8            | 14                    |
| 1982  | John Player Team Lotus    | 7            | 14                    |
| 1983  | John Player Team Lotus    | 10           | 12                    |
| 1984  | John Player Team Lotus    | 13           | 9                     |
| 1985  | Canon Williams Honda      | 31           | 6                     |
| 1986  | Canon Williams Honda      | 70           | 2                     |
| 1987  | Canon Williams Honda      | 61           | 2                     |
| 1988  | Canon Williams            | 12           | 9                     |
| 1989  | Scuderia Ferrari Marlboro | 38           | 4                     |
| 1990  | Scuderia Ferrari Marlboro | 37           | 5                     |
| 1991  | Canon Williams Renault    | 72           | 2                     |
| 1992  | Canon Williams Renault    | 108          | 1                     |
| 1994  | Rothmans Williams Renault | 13           | 9                     |
| 1995  | Marlboro McLaren Mercedes | 0            | -                     |